# Cahiers de recherches médiévales et humanistes
Les Cahiers de recherches médiévales, fondés en 1996 par Bernard Ribémont au Centre d'études médiévales d'Orléans, puis Cahiers de recherches médiévales et humanistes, depuis leur publication en ligne en 2010, se veulent une revue interdisciplinaire, couvrant la période du XIIe au XVe siècle. Les numéros comportent une partie thématique, suivie de « Varia » et de comptes rendus. Des séries peuvent prendre leur place également dans certains numéros : « Études christiniennes », portant sur l’œuvre de Christine de Pizan ; « Orientales », concernant l’Orient au Moyen Âge, etc.
Une alternance entre littérature et histoire s’opère sur la partie thématique. Le rythme de parution est de un à deux numéros par an.
Les numéros de la revue sont disponibles sur le site après un délai de restriction de trois ans. La revue est propulsée par le CMS libre Lodel, et est hébergée par le portail OpenEdition Journals.

## Thèmes des numéros en texte intégral
- no 4 (1997) - Être père à la fin du Moyen Âge
- no 6 (1999) - Vulgariser la science
- no 7 (2000) - Droit et pouvoirs
- no 9 (2002) - Lectures et usages d’Ovide